# لوروا إم. كوكس
لوروا إم. كوكس (بالإنجليزية: Leroy M Cox)‏ هو شخصية أعمال أمريكي، ولد في 27 أبريل 1906 في سان بيرناردينو في الولايات المتحدة، وتوفي في 22 سبتمبر 1981 في مقاطعة أورانج في الولايات المتحدة بسبب مرض.